# Guerra civil bizantina de 1321-1328
La guerra civil bizantina de 1321-1328 fue una serie de conflictos entre los años 1320 entre el emperador bizantino Andrónico II Paleólogo y su nieto Andrónico III Paleólogo por el control del Imperio Bizantino.

## Preludio a la guerra civil
Tras el asesinato accidental de su hermano Manuel por una historia de amor, el emperador Andrónico II excluyó a Andrónico III de la sucesión, mientras que Miguel IX, hijo de Andrónico II y el siguiente en la línea de sucesión, murió de impresión por la muerte de su hijo.

## 1321: Primer conflicto
Andrónico III tenía muchos seguidores, entre los que destacan Juan Cantacuceno y Sirgiano Paleólogo, que habían comprado varios señoríos en Tracia, donde el descontento con el viejo emperador era alta. En la Semana Santa de 1321, Andrónico III huyó de la capital a Adrianópolis, donde estableció su corte e inició una rebelión contra su abuelo. Sirgiano Paleólogo encabezó un gran ejército hacia la capital, obligando al viejo emperador a negociar. El 6 de junio de 1321 se firmó un acuerdo de paz, por el que Andrónico III fue reconocido como coemperador y se le asignaría Tracia y distritos en Macedonia, mientras que el resto, incluyendo Constantinopla, permanecerían bajo Andrónico II, quien, como gran emperador, también dirigiría la política exterior del imperio.

## 1322: Segundo conflicto
El tratado de paz de 1321 no duró mucho, ya que ambos Andrónicos perseguían virtualmente una independiente política exterior. Dentro de la facción de Andrónico III surgió una desavenencia entre Sirgiano y el Gran doméstico Juan Cantacuceno. Sirgiano sentía que no había sido suficientemente recompensado por su apoyo, y también resintió el gran favoritismo de Andrónico II a Cantacuceno. Por otra parte, también hay una historia en la que Andrónico III intentó seducir a la esposa de Sirgiano. Como resultado, en diciembre de 1321 Sirgiano transfirió su apoyo al viejo emperador, huyendo a Constantinopla. Recompensado con el título de megaduque, convenció luego a Andrónico II para reanudar la guerra. Después que varias ciudades en la zona de Constantinopla se pasaran al joven Andrónico, otro acuerdo en julio de 1322 restauró el anterior statu quo. Este acuerdo entre abuelo y nieto, dejó a Sirgiano en una posición incómoda. Habiendo fracasado en su empeño, comenzó a conspirar para asesinar a Andrónico II y tomar el trono para sí mismo. Sin embargo, el complot fue frustrado, y Sirgiano fue condenado a vivir en prisión.
El 2 de febrero de 1325, Andrónico III fue coronado oficialmente como coemperador por su abuelo. Aunque hubo poca lucha durante este conflicto, los efectos tuvieron un impacto importante en el imperio. Constantes movimientos de levas campesinas redujeron la producción agrícola y el comercio fue severamente interrumpido.

## 1327-28: Tercer conflicto
En febrero de 1327 se produjo un nuevo conflicto entre Andrónico III Paleólogo y su abuelo Andrónico II Paleólogo, pero esta vez los países de los Balcanes participaron en la guerra. Por el lado de Andrónico II Paleólogo se encontraba el rey serbio Esteban Dečanski y por el otro el zar búlgaro Miguel Shishman. Las batallas se libraron principalmente en los territorios de Macedonia. En enero de 1328 Andrónico III Paleólogo y su comandante Juan Cantacuceno entraron en Tesalónica. Después de estas victorias en Macedonia, Andrónico III decidió capturar Constantinopla y en mayo de 1328 entró en la ciudad y obligó a abdicar a su abuelo y tomó el poder a su cargo. Dos años más tarde, el viejo emperador fue llevado a un monasterio, donde murió el 13 de febrero de 1332.
Con Andrónico III Paleólogo (1328-1341) llegó a una nueva generación con Juan Cantacuceno como líder, que estaba a cargo de la política, mientras que Andrónico III estuvo a cargo del ejército. La guerra civil agotó al imperio, el valor del dinero había caído, pero el nuevo gobierno se hizo cargo de la ley y las cortes.